# Upper Island Cove
Upper Island Cove är en ort i Kanada.   Den ligger i provinsen Newfoundland och Labrador, i den östra delen av landet, 1 700 km öster om huvudstaden Ottawa. Upper Island Cove ligger 108 meter över havet och antalet invånare är 1 774.
Terrängen runt Upper Island Cove är platt. Havet är nära Upper Island Cove åt sydost. Närmaste större samhälle är Bay Roberts, 6,7 km sydväst om Upper Island Cove. 